# 메이드스톤구

메이드스톤구의 위치

메이드스톤구(영어: Borough of Maidstone)는 잉글랜드 켄트주에 위치한 비도시 자치구로 중심 도시는 메이드스톤이며 인구는 161,819명(2014년 기준), 면적은 393.3km2이다.